# Lumír Sedláček
Lumír Sedláček (Chlebičov, 13 giugno 1978) è un ex calciatore ceco, di ruolo difensore.

## Carriera

### Club
Debutta con il Piast Gliwice il 9 agosto 2008 nella vittoria casalinga per 2-0 contro il KS Cracovia. Segna il primo gol con il Piast il 7 ottobre 2008 nella vittoria casalinga per 3-1 contro lo Śląsk Breslavia in Puchar Ligi. Segna l'ultimo gol con il Piast Gliwice il 24 marzo 2009 nel pareggio fuori casa contro l'Odra Wodzisław Śląski in Puchar Ligi. Gioca l'ultima partita con il Piast Gliwice il 15 maggio 2010 nella sconfitta fuori casa per 0-1 contro il KS Cracovia.
Debutta con l'Opava il 6 agosto 2011 nella vittoria casalinga per 3-1 contro l'Ústí nad Labem, dove mette a segno il momentaneo 2-1.